# باسيلي (لويزيانا)
باسيلي (بالإنجليزية: Basile town, Louisiana)‏ هي بلدة تقع بولاية لويزيانا في الولايات المتحدة. تبلغ مساحتها 3.00 كم2، وترتفع عن سطح البحر 14.020800000000001 م، بلغ عدد سكانها 1,821 نسمة في عام 2010 حسب إحصاء مكتب تعداد الولايات المتحدة وتصل الكثافة السكانية فيها 607 نسمة لكل كيلومتر مربع (1,572.1/ميل2).

## التركيبة السكانية
حدّد مكتب تعداد الولايات المتحدة بيانات التركيبة السكانية لباسيلي في تعداد الولايات المتحدة. في ما يلي، التركيبة السكانية حسب تعدادي 2000 و2010.

### تعداد عام 2000
بلغ عدد سكان باسيلي 1,660 نسمة بحسب تعداد عام 2000، وبلغ عدد الأسر 629 أسرة وعدد العائلات 417 عائلة مقيمة في البلدة. في حين سجلت الكثافة السكانية 553.3 نسمة لكل كيلومتر مربع (1,433.0/ميل2). وبلغ عدد الوحدات السكنية 696 وحدة بمتوسط كثافة قدره 232 لكل كيلومتر مربع (600.9/ميل2).
وتوزع التركيب العرقي للبلدة بنسبة 81.08% من البيض و17.83% من الأمريكيين الأفارقة و0.12% من الأمريكيين الأصليين و0.36% من الأمريكيين ذوي الأصول الآسيوية و0.06% من الأعراق الأخرى و0.54% من عرقين مختلطين أو أكثر و1.39% من الهسبانيون أو اللاتينيون من أي عرق.
بلغ عدد الأسر 629 أسرة كانت نسبة 39% منها لديها أطفال تحت سن الثامنة عشر تعيش معهم، وبلغت نسبة الأزواج القاطنين مع بعضهم البعض 47.1% من أصل المجموع الكلي للأسر، ونسبة 14.3% من الأسر كان لديها معيلات من الإناث دون وجود شريك، بينما كانت نسبة 4.9% من الأسر لديها معيلون من الذكور دون وجود شريكة وكانت نسبة 33.7% من غير العائلات. تألفت نسبة 30.7% من أصل جميع الأسر من عدة أفراد يعيشون في نفس المنزل ونسبة 13% كانت تتألف من شخص يعيش بمفرده يبلغ من العمر 65 عاماً أو أكثر. وبلغ متوسط حجم الأسرة المعيشية 2.52، أما متوسط حجم العائلات فبلغ 3.20.
بلغ العمر الوسطي للسكان 35.3 عاماً. وكانت نسبة 29.2% من القاطنين تحت سن الثامنة عشر، وكانت نسبة 9.2% بين الثامنة عشر والرابعة والعشرين عاماً، ونسبة 25.7% كانت واقعةً في الفئة العمرية ما بين الخامسة والعشرين والرابعة والأربعين عاماً، ونسبة 18.6% كانت ما بين الخامسة والأربعين والرابعة والستين، ونسبة 13.1% كانت ضمن فئة الخامسة والستين عاماً فما فوق. يوجد لكل 100 أنثى 86.2 ذكر، ويوجد لكل 100 أنثى في الثامنة عشر من عمرها فما فوق 83.4 ذكر.
بلغ متوسط دخل الأسرة في البلدة 18,922 دولارًا، أما متوسط دخل العائلة فبلغ 23,008 دولارًا. وكان متوسط دخل الذكور 21,389 دولارًا مقابل 13,603 دولارًا للإناث. وسجل دخل الفرد الخاص بالبلدة 10,568 دولارًا. وكانت نسبة 30.3% من العائلات ونسبة 31.9% من السكان تحت خط الفقر، وكان من هؤلاء نسبة 38.2% تحت سن الثامنة عشر ونسبة 21.5% في الخامسة والستين من العمر وما فوق.

### تعداد عام 2010
بلغ عدد سكان باسيلي 1,821 نسمة بحسب تعداد عام 2010، وبلغ عدد الأسر 581 أسرة وعدد العائلات 399 عائلة مقيمة في البلدة. في حين سجلت الكثافة السكانية 607 نسمة لكل كيلومتر مربع (1,572.1/ميل2). وبلغ عدد الوحدات السكنية 693 وحدة بمتوسط كثافة قدره 231 لكل كيلومتر مربع (598.3/ميل2).
وتوزع التركيب العرقي للبلدة بنسبة 71.06% من البيض و18.78% من الأمريكيين الأفارقة و0.11% من الأمريكيين الأصليين و0.99% من الأمريكيين ذوي الأصول الآسيوية و7.63% من الأعراق الأخرى و1.43% من عرقين مختلطين أو أكثر و13.84% من الهسبانيون أو اللاتينيون من أي عرق.
بلغ عدد الأسر 581 أسرة كانت نسبة 35.3% منها لديها أطفال تحت سن الثامنة عشر تعيش معهم، وبلغت نسبة الأزواج القاطنين مع بعضهم البعض 42% من أصل المجموع الكلي للأسر، ونسبة 17.7% من الأسر كان لديها معيلات من الإناث دون وجود شريك، بينما كانت نسبة 9% من الأسر لديها معيلون من الذكور دون وجود شريكة وكانت نسبة 31.3% من غير العائلات. تألفت نسبة 27.4% من أصل جميع الأسر من عدة أفراد يعيشون في نفس المنزل ونسبة 11.5% كانت تتألف من شخص يعيش بمفرده يبلغ من العمر 65 عاماً أو أكثر. وبلغ متوسط حجم الأسرة المعيشية 2.58، أما متوسط حجم العائلات فبلغ 3.08.
بلغ العمر الوسطي للسكان 33.4 عاماً. وكانت نسبة 22.8% من القاطنين تحت سن الثامنة عشر، وكانت نسبة 13.7% بين الثامنة عشر والرابعة والعشرين عاماً، ونسبة 27.8% كانت واقعةً في الفئة العمرية ما بين الخامسة والعشرين والرابعة والأربعين عاماً، ونسبة 23.8% كانت ما بين الخامسة والأربعين والرابعة والستين، ونسبة 11.9% كانت ضمن فئة الخامسة والستين عاماً فما فوق. وتوزع التركيب الجنسي للسكان بنسبة 57.8% ذكور و42.2% إناث.